# (4135) Svetlanov
(4135) Svetlanov es un asteroide perteneciente al cinturón de asteroides, descubierto el 14 de agosto de 1966 por la astrónoma soviética Liudmila Chernyj desde el Observatorio Astrofísico de Crimea (República de Crimea), Rusia).

## Designación y nombre
Designado provisionalmente como  1966 PG . Fue nombrado Svetlanov en honor al director de orquesta ruso Yevgueni Svetlánov.